# Hochkreuz Görresstraße/Hardter Straße

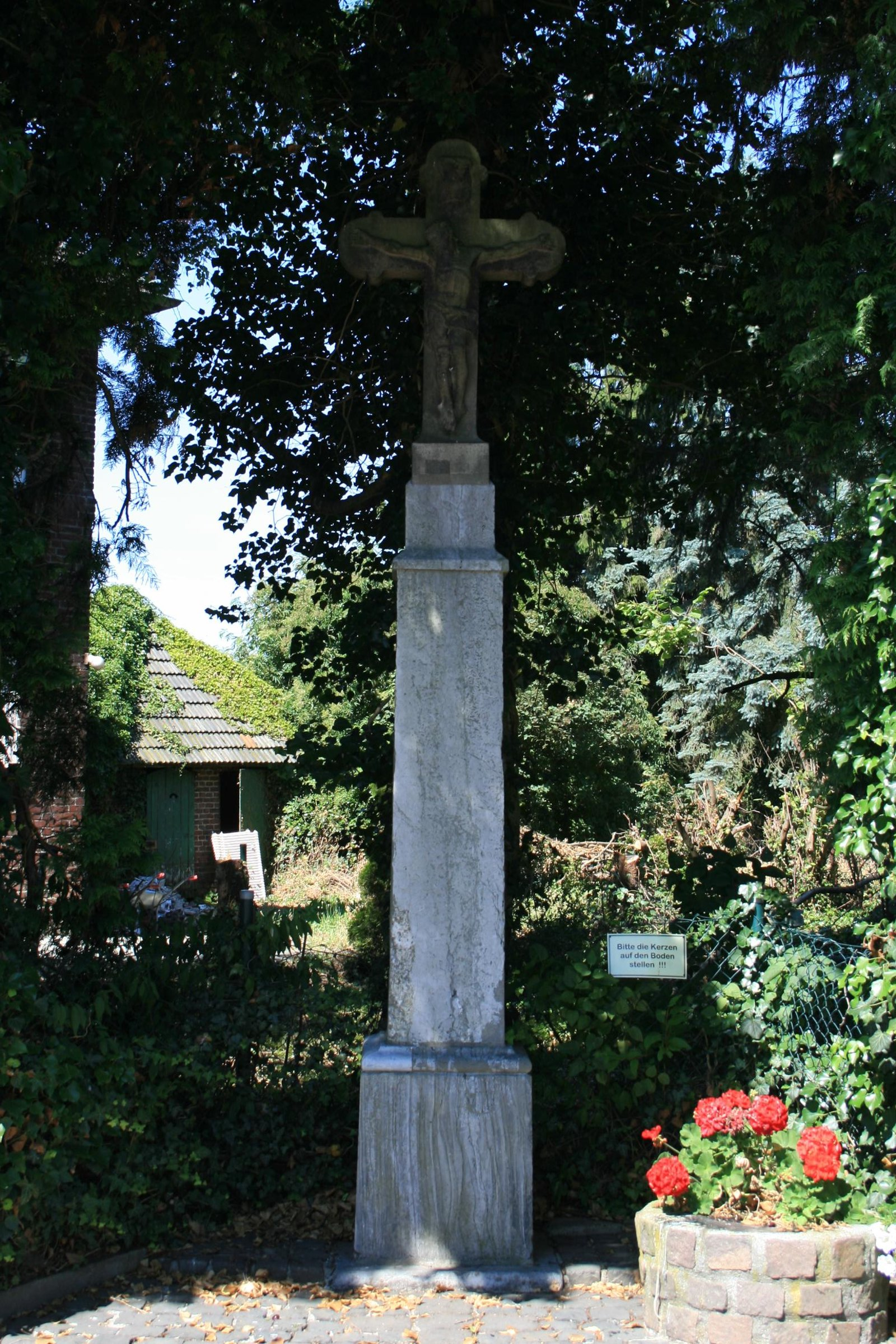
Hochkreuz (2010)

Das Hochkreuz Görresstraße/Hardter Straße steht im Stadtteil Rheindahlen  in Mönchengladbach (Nordrhein-Westfalen).
Das Hochkreuz wurde im 17./18. Jahrhundert erbaut. Es ist unter Nr. G 047 am 10. Oktober 1995 in die Denkmalliste der Stadt Mönchengladbach eingetragen worden.

## Lage
Das vermutlich als Hagelkreuz errichtete Hochkreuz steht an der umgestalteten Einmündung der Görresstraße in die Hardter Straße.

## Architektur
Es handelt sich um ein hohes Schaftkreuz auf sehr schmalem und hohem Steinpfeiler aus Blaustein. Eine etwa quadratische Bodenplatte trägt die kubische Basis, die über ein Karnies mit deutlich ausgeprägtem Wulst in den Schaft mit einfachem Gesims am oberen Abschluss überleitet. Das barocke Schaftkreuz mit hochreliefartig herausgearbeitetem Corpus und INRI-Tafel sowie abgerundeten Kreuzarmen stammt von einem älteren Vorgängerkreuz.